# تشارلز فنتون كولير
تشارلز فنتون كولير (بالإنجليزية: Charles Fenton Collier) هو محامي وسياسي أمريكي، ولد في 27 سبتمبر 1817 في بطرسبرغ في الولايات المتحدة، وتوفي في 29 يونيو 1899.